# Crocidophora fuscocilialis
Crocidophora fuscocilialis là một loài bướm đêm trong họ Crambidae.